# Pseudococcus goodeniae
Pseudococcus goodeniae är en insektsart som beskrevs av Williams 1985. Pseudococcus goodeniae ingår i släktet Pseudococcus och familjen ullsköldlöss. Inga underarter finns listade i Catalogue of Life.